# Rogla
Rogla ist eine Siedlung in der Gemeinde Zreče in der slowenischen Region Štajerska. Der auf einem Plateau des Pohorje gelegene Ort ist vor allem für sein Wintersportgebiet bekannt. Der Name Rogla leitet sich vom gleichnamigen, 1517 m. i. J. hohen Berg (deutsch Schwagberg) ab.

## Lage und Umgebung
Die Hochfläche von Rogla erstreckt sich auf rund 1480 m. i. J. im zentralen Teil des Pohorje (Bacherngebirges). Die umliegenden Gipfel Draguljišče (1454 m), Mulejev vrh (1533 m), Ostruščica (1498 m), Pesek (1423 m) und Rogla (1517 m) überragen das Gebiet kaum bis gar nicht. Der Ort selbst, der bis 2019 noch drei Einwohner hatte, besteht aus vier Hotels und mehreren Apartment- und Ferienhäusern. Er ist sowohl von Norden von Lovrenc na Pohorju als auch von Süden aus dem Dravinjatal bei Zreče über die Straße 701 erreichbar. Eine weitere Zufahrt führt über die Straße 930 von Oplotnica auf die Hochfläche. Über das Plateau verlaufen die Gemeindegrenzen zwischen Zreče, Mislinja und Slovenska Bistrica.

## Etymologie
Der Berg, dessen Name auf die Ortschaft überging, trug im Deutschen die Bezeichnung Gonobitzer Schwagberg, abgeleitet von der südöstlich gelegenen Kleinstadt Gonobitz (slowenisch Slovenske Konjice). Vor der Josephinischen Landesaufnahme im späten 18. Jahrhundert wurde das Gebiet als Vitenska Planina bezeichnet. Das slowenische Substantiv rogla steht für einen von „gabeligen Bäumen bestandenen Bergrücken“ und wurde in Anlehnung an Vegetation und Topographie zum Toponym.

## Tourismus

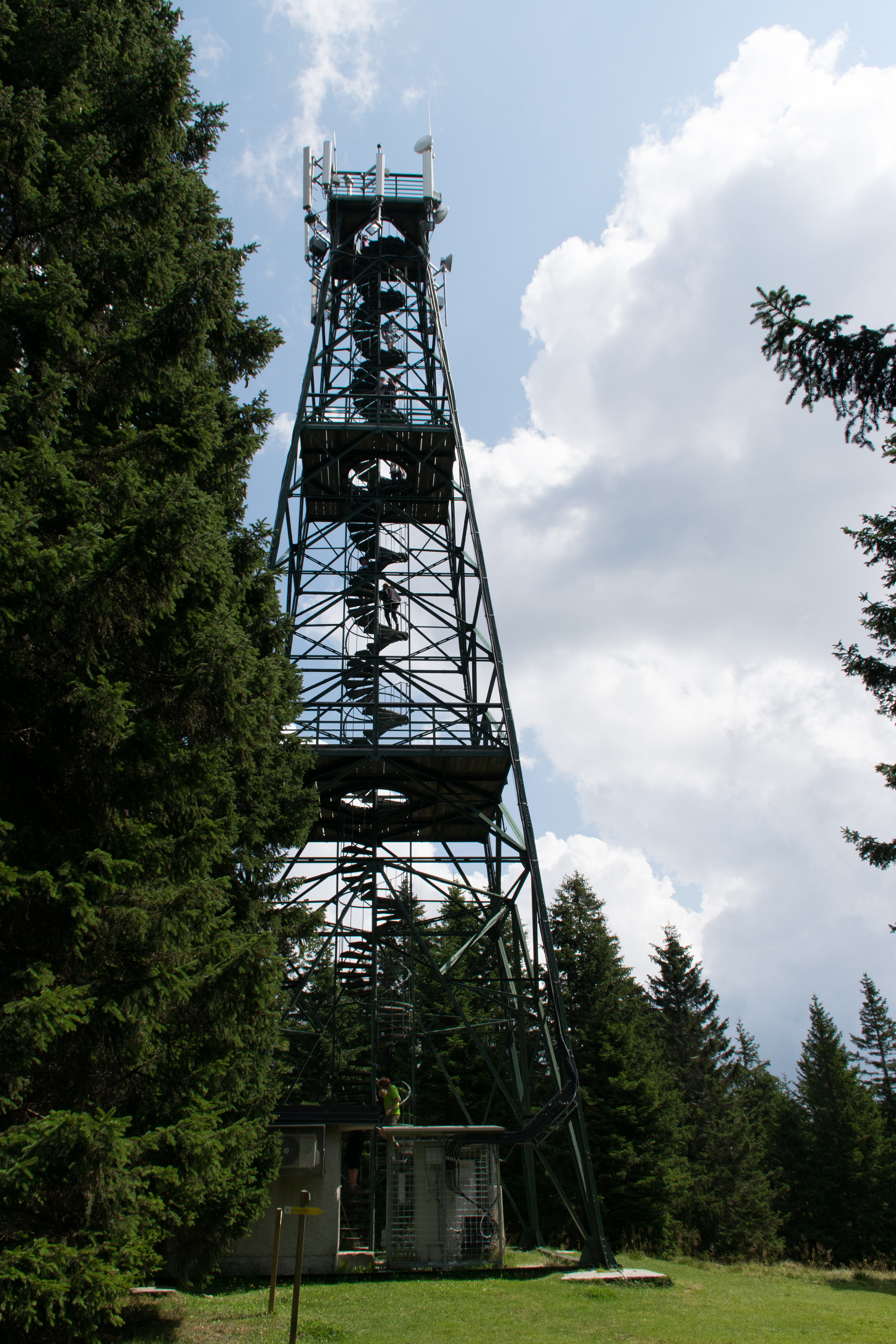
Aussichtsturm Rogla

Rogla ist vor allem als Wintersportzentrum bekannt. Das gleichnamige Skigebiet erstreckt sich in einer Seehöhe zwischen 1100 und 1517 Metern und verfügt über zwei Sesselbahnen und elf Schlepplifte bei zwölf Pistenkilometern. Es dient regelmäßig der Austragung von Wintersportveranstaltungen, darunter zahlreiche Parallelrennen des Snowboard-Weltcups oder im Dezember 2011 der Skilanglauf-Weltcup. Anfang März 2021 ersetzte Rogla das chinesische Zhangjiakou aufgrund der COVID-19-Pandemie als Parallel-Austragungsort der Snowboard-Weltmeisterschaften.
Während der Sommermonate ist das waldreiche Gebiet nicht zuletzt aufgrund der einfachen Erreichbarkeit bei Wanderern beliebt. Sehenswürdigkeiten sind neben einigen Naturbesonderheiten ein 1956 auf dem Gipfel Rogla erbauter Aussichtsturm und die zwischen 2006 und 2010 in modernem Baustil errichtete Kirche Jezusove spremenitve na gori (Verklärung des Herrn im Walde).